# ديفيد بلات
ديفيد اندرو بلات (بالإنجليزية: David Platt)‏، من مواليد 10 يونيو 1966 في أولدهام في لانكشير في إنجلترا، لاعب كرة قدم إنجليزي سابق ومدرب كرة قدم حالي.

## مسيرته الكروية
بدأ مسيرته الكروية في عام 1985 في نادي كرو الكساندرا ، ولعب معهم حتى عام 1988، وقد شارك معهم في 134 مباراة وسجل 56 هدف، وفي عام 1988 انتقل إلى نادي أستون فيلا، ولعب معهم حتى عام 1991، وشارك معهم في تلك الفترة في 121 مباراة وسجل 50 هدف، وفي موسم 1991/1992 انتقل إلى نادي باري الإيطالي، ولعب معهم 29 مباراة وسجل 11 هدف، وفي موسم 1992/1993 انتقل إلى نادي يوفنتوس الإيطالي، ولعب معهم 16 مباراة وسجل 3 أهداف، وفي عام 1993 انتقل إلى نادي سامبدوريا الإيطالي، ولعب معهم حتى عام 1995، وشارك معهم في 55 مباراة وسجل 17 هدف، وفي عام 1995 انتقل إلى نادي آرسنال الإنجليزي، ولعب معهم حتى عام 1998، وشارك معهم في 88 مباراة وسجل 13 هدف، وفي عام 1999 انتقل إلى نادي نوتنغهام فورست، ولعب معهم حتى عام 2001، وشارك معهم في 5 مباريات وسجل هدف واحد.
و قد لعب مع منتخب إنجلترا لكرة القدم بين عامي 1989 و1996، وقد لعب معهم 62 مباراة وسجل 27 هدف.

## مسيرته التدريبية
في عام 2010 عين مساعد مدرب في نادي مانشستر سيتي الإنجليزي·

## روابط خارجية
- ديفيد بلات على موقع الاتحاد الدولي (مؤرشف)  (الإنجليزية)
- ديفيد بلات على موقع الاتحاد الأوربي (الإنجليزية)
- ديفيد بلات على موقع قاعدة بيانات كرة القدم.إي يو (الإنجليزية)
- ديفيد بلات على موقع ناشيونال فوتبول تيمز (الإنجليزية)
- ديفيد بلات على موقع Soccerbase.com (لاعب) (الإنجليزية)
- ديفيد بلات على موقع Soccerbase.com (مدرب) (الإنجليزية)
- ديفيد بلات على موقع عالم كرة القدم.نت (الإنجليزية)